# روبن هاربر
روبن هاربر (بالإنجليزية: Robin Harper)‏ هو سياسي بريطاني، ولد في 4 أغسطس 1940 في المملكة المتحدة. حزبياً، نشط في Scottish Greens ‏. في الانتخابات النيابية العمومية الاسكتلندية 2007 ‏، انتخب عضو البرلمان الاسكتلندي الثالث ‏ عن دائرة لوثيان ‏ وقد انضم خلال فترته النيابية ‏ (3 مايو 2007 – 22 مارس 2011)  للكتلة البرلمانية Scottish Greens ‏ وفي الانتخابات النيابية العمومية الاسكتلندية 2003 ‏، انتخب عضو البرلمان الاسكتلندي الثاني ‏ عن دائرة لوثيان ‏ وقد انضم خلال فترته النيابية ‏ (1 مايو 2003 – 2 أبريل 2007)  للكتلة البرلمانية Scottish Greens ‏ وفي الانتخابات النيابية العمومية الاسكتلندية 1999 ‏، انتخب عضو البرلمان الاسكتلندي الأول ‏ عن دائرة لوثيان ‏ وقد انضم خلال فترته النيابية ‏ (6 مايو 1999 – 31 مارس 2003)  للكتلة البرلمانية Scottish Greens ‏.

## وصلات خارجية
- الموقع الرسمي